# PowerBook 500-serie
De Powerbook 500-serie (codenaam "Blackbird") is een familie van laptops van de Amerikaanse fabrikant Apple die van mei 1994 tot april 1996 aangeboden werden. Deze laptops waren de eerste PowerBooks met stereoluidsprekers, een trackpad en ingebouwde Ethernet-netwerkvoorziening.

## Geschiedenis
De PowerBook 500-serie kwam op 16 mei 1994 uit met de PowerBook 540 en 540c, beide met een high-end actief matrixscherm, en de PowerBook 520 en 520c die over een passief matrixscherm beschikten. Alle modellen waren uitgerust met een Motorola 68LC040-processor. Twee belangrijke verkoopsargumenten waren de belofte van een PowerPC-upgrade voor de CPU en een PC Card-uitbreiding. 
De introductie van de 500-serie kwam op het moment dat Apple volop bezig was met de overschakeling van de Motorola 68000-familie van processoren naar de nieuwe PowerPC-chip. Het baanbrekende ontwerp en de onjuiste marktvoorspelling van Apple dat klanten zouden wachten op de nieuwe PowerPC-gebaseerde PowerBooks zorgden al vroeg voor tekorten.
In augustus 1995 werd de 540 geschrapt. De andere modellen kregen voortaan standaard 8 MB extra geheugen en een modem. De capaciteit van de harde schijf werd opgetrokken van respectievelijk 160 en 240 naar 320 en 500 MB. Ook werd de PC Card Cage uitgebracht, waardoor Macintosh-gebruikers voor het eerst PCMCIA-mogelijkheden aan hun laptops konden toevoegen.

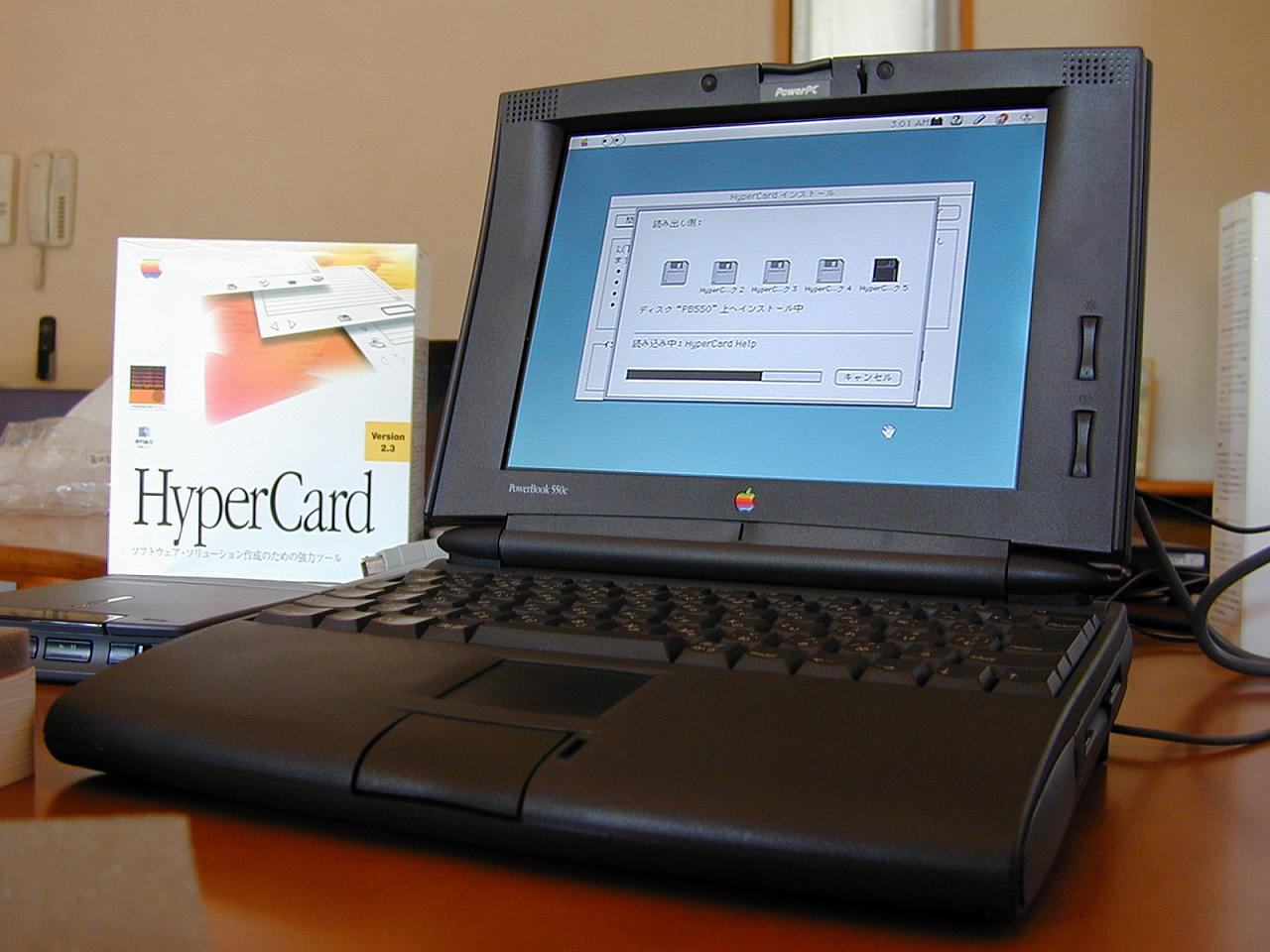
PowerBook 550c

In 1995 introduceerde Apple Japan de PowerBook 550c met een groter scherm van 26,4 cm (10,4 inch), een 68040-processor met ingebouwde FPU, een grotere harde schijf en een Japans toetsenbord. De 550c kreeg een volledig zwarte behuizing, in tegenstelling tot de andere modellen van de 500-serie die een behuizing in twee tinten grijs hadden. De 550c werd alleen in Japan verkocht.
Wegens vertragingen bij de introductie de nieuwe PowerPC-gebaseerde PowerBook 5300 nam de vraag naar de PowerPC-upgrade toe, waardoor Newer Technology de upgrademodule die ze voor Apple ontwikkeld hadden eerder op de markt begonnen te brengen dan Apple. Bovendien was het een 117 MHz-versie terwijl Apple slechts een 100 MHz-versie aanbood. Toen de 100 MHz PowerBook 5300 uiteindelijk op de markt kwam en al meteen door tal van problemen geplaagd werd, introduceerde Newer Technology een 167 MHz upgrademodule voor de 500-serie.
Rond de tijd dat Apple de PowerBook 1400 introduceerde in het najaar van 1996, kwam Newer Technology met een 183 MHz-upgrade met 128 kB L2-cache op de markt, waardoor de 500-serie qua prestaties voorop bleef lopen op zijn opvolgers.
De 500-serie werd volledig stopgezet met de introductie van de PowerBook 5300. De PowerBook 190 was de de facto opvolger van de 500, het was de enige resterende laptop met 68LC040-processor die als instapmodel van PowerBook-familie aangeboden werd.

## Ontwerp
De 500-serie was de eerste PowerBook-serie die een Motorola 68LC040-processor gebruikte. Omdat de processor op een verwisselbare CPU-dochterkaart gemonteerd was konden de laptops eenvoudig opgewaardeerd worden met een 68040- of PowerPC-upgrade.
De toestellen waren voorzien van een 24,1 cm (9,5-inch) actief of passief matrix zwart-wit- of kleurenscherm, een uitbreidingscompartiment, een volwaardig toetsenbord met F1-F12-functietoetsen en twee batterijcompartimenten. Doordat de laptops over een slaap/klokbatterij van tien minuten beschikten konden de hoofdbatterijen tijdens de slaapstand verwisseld worden. Er was een enkele seriële poort aanwezig waarmee de laptops via Apple's LocalTalk op een seriële printer of een netwerk konden worden aangesloten.
Bovendien bood de 500-serie een aantal innovaties die nieuw waren in de industrie. Niet alleen de verwisselbare CPU-dochterkaart was een primeur, ook waren het de eerste laptops met 16-bits stereogeluid (in die tijd was 8-bit monogeluid gangbaar) en stereoluidsprekers. Verder beschikten de laptops over standaard Ethernet-voorzieningen via AAUI. De "intelligente" NiMH-batterijen waren voorzien van ingebouwde circuits om de gezondheid van de batterij te controleren.

### Uitbreidingscompartiment
De 500-serie bood de mogelijkheid om twee batterijen tegelijkertijd te gebruiken. Met twee geïnstalleerde, opgeladen batterijen was een batterijduur van 4 uur mogelijk. Het linkerbatterijcompartiment had echter ook een intern PDS-slot waardoor aangepaste modules konden worden geïnstalleerd. Ondanks dat er diverse prototypes werden ontwikkeld, kwamen er slechts twee dergelijke modules op de markt:
- PC Card Cage: deze module liet toe om PCMCIA-kaarten te gebruiken. Er bestaan drie revisies van deze module (RevA, RevB en RevC), waarvan de laatste de meest gewilde is omdat ze 16-bit WiFi-kaarten ondersteunt. Zo werd het mogelijk om de laptop te verbinden met een draadloos netwerk, een technologie die ontwikkeld is nadat de 500-serie door Apple stopgezet werd.
- FPU-coprocessor: deze module voegt een 68882 FPU-coprocessor toe om te compenseren voor het feit dat de 68LC040-processor van de 500-serie niet over een ingebouwde FPU beschikt.

### Interne modem
De optionele interne modem is ontwikkeld in samenwerking met Global Village en heeft een uniek tweedelig ontwerp: de transceiver met de modemconnector is aan de achterkant geïnstalleerd en de modem zelf bevindt zich naast de CPU-dochterkaart. Het was een V.32terbo en had een maximale snelheid van 19,2 kbit/s, maar alleen met andere V.32terbo-modems omdat er geen officiële standaard was. Anders viel de snelheid terug tot 14,4 kbit/s.

## Specificaties
Chronologisch gerangschikt op releasedatum.
|                             |                             | PowerBook 520                           | PowerBook 520c                          | PowerBook 540                           | PowerBook 540c                          | PowerBook 550c                          |
| --------------------------- | --------------------------- | --------------------------------------- | --------------------------------------- | --------------------------------------- | --------------------------------------- | --------------------------------------- |
| Processor                   | type                        | Motorola 68LC040                        | Motorola 68LC040                        | Motorola 68LC040                        | Motorola 68LC040                        | Motorola 68040                          |
| Processor                   | snelheid                    | 25 MHz                                  | 25 MHz                                  | 33 MHz                                  | 33 MHz                                  | 33 MHz                                  |
| ROM-grootte                 | ROM-grootte                 | 2 MB                                    | 2 MB                                    | 2 MB                                    | 2 MB                                    | 2 MB                                    |
| Databus                     | Databus                     | 32-bit                                  | 32-bit                                  | 32-bit                                  | 32-bit                                  | 32-bit                                  |
| RAM-type                    | RAM-type                    | 70 ns DRAM-kaart                        | 70 ns DRAM-kaart                        | 70 ns DRAM-kaart                        | 70 ns DRAM-kaart                        | 70 ns DRAM-kaart                        |
| RAM-geheugen                | standaard                   | 4-12 MB                                 | 4-12 MB                                 | 4 MB                                    | 4-12 MB                                 | 4-12 MB                                 |
| RAM-geheugen                | maximum                     | 36 MB                                   | 36 MB                                   | 36 MB                                   | 36 MB                                   | 36 MB                                   |
| Beeldscherm                 | grootte                     | 24 cm (9,5-inch)                        | 24 cm (9,5-inch)                        | 24 cm (9,5-inch)                        | 24 cm (9,5-inch)                        | 26 cm (10,4-inch)                       |
| Beeldscherm                 | kleuren                     | 4-bit grijstinten                       | 8-bit kleur                             | 8-bit grijstinten                       | 8-bit kleur                             | 8-bit kleur                             |
| Beeldscherm                 | technologie                 | passief matrixscherm                    | passief matrixscherm                    | actief matrixscherm                     | actief matrixscherm                     | actief matrixscherm                     |
| Opslag                      | Standaard harde schijf      | 160 of 240 MB SCSI                      | 160, 240 of 3200 MB SCSI                | 240 of 320 MB SCSI                      | 240, 320 of 500 MB SCSI                 | 750 MB SCSI                             |
| Opslag                      | standaard diskettestation   | 3,5 inch, 1,44 MB (manueel)             | 3,5 inch, 1,44 MB (manueel)             | 3,5 inch, 1,44 MB (manueel)             | 3,5 inch, 1,44 MB (manueel)             | 3,5 inch, 1,44 MB (manueel)             |
| Uitbreidingssleuven         | Uitbreidingssleuven         | modem, 2× Type II (1× Type III) PC Card | modem, 2× Type II (1× Type III) PC Card | modem, 2× Type II (1× Type III) PC Card | modem, 2× Type II (1× Type III) PC Card | modem, 2× Type II (1× Type III) PC Card |
| Ondersteunde systeemversies | Ondersteunde systeemversies | 7.1.1 - 8.1                             | 7.1.1 - 8.1                             | 7.1.1 - 8.1                             | 7.1.1 - 8.1                             | 7.5 - 8.1                               |
| Afmetingen (h×b×d)          | Afmetingen (h×b×d)          | 5,8 × 29,2 × 24.6 cm                    | 5,8 × 29,2 × 24.6 cm                    | 5,8 × 29,2 × 24.6 cm                    | 5,8 × 29,2 × 24.6 cm                    | 5,8 × 29,2 × 24.6 cm                    |
| Gewicht                     | Gewicht                     | 2,9 kg                                  | 2,9 kg                                  | 3,2 kg                                  | 3,3 kg                                  | 3,1 kg                                  |
| Jaartal                     | Jaartal                     | 05/1994 tot 06/1995                     | 05/1994 tot 09/1995                     | 05/1994 tot 10/1994                     | 05/1994 tot 08/1995                     | 05/1995 tot 04/1996                     |

## Verwijzingen in populaire cultuur
De 500-serie was in de jaren negentig in verschillende films en televisieseries te zien, waaronder The American President (1995), Assassins (1995), Daylight (1996), Hackers (1995), Mission: Impossible (1996), Friends (seizoen 2, 1996) en The X-Files (seizoen 2, 1995).
Uit productie: 1984: Macintosh 128K, Macintosh 512K · 1985: Macintosh XL · 1986: Macintosh Plus · 1987: Macintosh II, Macintosh SE · 1988: Macintosh IIx · 1989: Macintosh SE/30, Macintosh IIcx, Macintosh IIci, Macintosh Portable · 1990: Macintosh IIfx, Macintosh Classic, Macintosh IIsi, Macintosh LC serie · 1991: Macintosh Quadra 700, Macintosh Quadra 900, Apple PowerBook · Macintosh Classic II · 1992: Macintosh IIvx, Macintosh Quadra 950, PowerBook Duo, Macintosh Performa serie · 1993: Macintosh Centris serie, Macintosh Color Classic, Macintosh TV · Apple Workgroup Server · 1994: Power Macintosh · 1997: Power Macintosh G3, PowerBook G3, Twentieth Anniversary Macintosh · 1998: iMac · 1999: iBook, Power Mac G4 · 2000: Power Mac G4 Cube · 2001: PowerBook G4 · 2002: eMac, iMac G4 · 2003: Xserve, Power Mac G5 · 2004: iMac G5 · 2005: Mac mini · 2006: MacBook · 2015: MacBook (Retina) · 2017: iMac Pro

Huidige modellen: MacBook Air, MacBook Pro, iMac, Mac mini, Mac Studio, Mac Pro